# Boarmia virescens
Boarmia virescens là một loài bướm đêm trong họ Geometridae.